# Indalecio
Indalecio es un nombre propio masculino en su variante en español. Es de procedencia discutida; alguna fuente lo supone árabe, si bien ya aparece en una antigua leyenda hispana anterior a la invasión (véase abajo); es más probable que sea ibero, quizá con el significado mensajero de los dioses. Ha sido relacionado con el nombre del célebre indalo, ídolo neolítico hallado en la Cueva de los Letreros, en la almeriense Sierra de María; aunque en este caso no quedaría claro si el nombre propio derivó del mismo indalo, o si dieron posteriormente a este ídolo un apelativo derivado del nombre del santo (véase abajo).

## Santoral
- 15 de mayo: San Indalecio, nacido en Caspe (actual provincia de Zaragoza) en el siglo I, uno de los siete varones apostólicos y legendario primer obispo de la antigua diócesis de Urci (tradicionalmente identificada con la actual Pechina), de la que es heredera la actual de Almería. Es patrón de Pechina, de Almería y de Caspe.

## Variantes
- Femenino: Indalecia

## Personalidades
- Indalecio Chenaut (Mendoza, Argentina, 1808-Buenos Aires, 1871), militar argentino.
- Guillermo Joaquín Indalecio Bizkarrondo Ureña, alias Bilintx (San Sebastián, 1831-1876), poeta y bertsolari español en vasco.
- Indalecio Castro (Mixco, Guatemala, 1839-1911), compositor y maestro de capilla guatemalteco.
- Indalecio Gómez (Molinos, Argentina, 1850–Buenos Aires, 1920), jurista y político argentino.
- Indalecio Sarasqueta (Durango, 1860-Éibar, 1900), pelotari español.
- Ramón Indalecio Cardozo (Villarrica, Paraguay, 1876-Buenos Aires, 1943), pedagogo y docente paraguayo.
- Indalecio Prieto (Oviedo, 1883-Ciudad de México, 1962), ministro de la Segunda República española.
- Indalecio Ojanguren (Éibar, 1887-1972), el Fotógrafo Águila, fotógrafo y montañero español.
- Indalecio Liévano (Bogotá, 1917-1982), diplomático, historiador y político colombiano.
- Indalecio Sáyago, político mexicano (del estado de Veracruz) de principios del siglo XX.
- Indalecio Zaballa, trovador cántabro de principios del siglo XX.
- Javier Indalecio Barraza, abogado y profesor universitario argentino (de la provincia de Salta).
- Indalecio González De Diego (1903-1993), herrero vasco, máxima expresión de la herrería del siglo XX en Perú y uno de los cuatro más importantes

herreros en la historia de este país.
- Indalecio Gonzalez Villarreal (1913-2015), empresario fundador de Cydsa. Mexicano de origen coahuilense.

- Indalecio Ermini (1982)

## Lugares
- Mariano Indalecio Loza, localidad argentina ubicada en el departamento Mercedes, Provincia de Corrientes, llamada así por el propietario de los campos en que se asentara el poblado.
- Ermita de San Indalecio (Pechina, provincia de Almería, Comunidad Autónoma de Andalucía, España).[3]